# ウリジン二リン酸-N-アセチルグルコサミン
ウリジン二リン酸 N-アセチルグルコサミン（ウリジンにリンさん N-アセチルグルコサミン、Uridine diphosphate N-acetylglucosamine、略称: UDP-GlcNAc）は、糖ヌクレオチドの一つであり、代謝における補酵素の一つである。UDP-GlcNACは基質にN-アセチルグルコサミン残基を転移するためにグリコシル基転移酵素によって使われる。D-グルコサミンは、グルコサミン-6-リン酸の形で天然で作られ、全ての窒素含有糖の生化学的前駆体である。具体的に言うと、グルコサミン-6-リン酸は、ヘキソサミン生合成経路の第一段階としてフルクトース-6-リン酸およびグルタミンから合成される。この経路の最終産物がUDP-GlcNAcであり、グリコサミノグリカンやプロテオグリカン、糖脂質を作るために用いられる。
UDP-GlcNAcは、幅広い種においてO結合型N-アセチルグルコサミン転移酵素 (OGT) の基質として細胞内シグナル伝達に広範に関与している。また、核膜孔形成および核シグナル伝達にも関与している。OGTおよびOG分解酵素は、細胞骨格の構造において重要な役割を果たしている。ほ乳類では、膵臓のβ細胞においてOGT転写産物が多くあり、UDP-GlcNAcはグルコース感知機構の一部をなしていると考えられている。また、その他の細胞でインスリン抵抗性に関与していることも明らかにされている。植物では、ジベレリン生産の制御に関与している。
Clostridium novyiタイプAαトキシンは、O結合型N-アセチルグルコサミン転移酵素であり、Rhoタンパク質に作用し、細胞骨格の崩壊の原因となる。